# Congo Bill
Congo Bill (senare känd som "Congorilla") är en tecknad serie om en safariresande djungelhjälte, skapad av Whitney Ellsworth och George Papp 1940. Congo Bill själv var en typisk anglosaxisk äventyrare i tropikhjälm och tangorabatt, tydligt inspirerad av Alex Raymonds filmhjälte Djungel-Jim. 

## Historik
Congo Bill gjorde sin debut i DC Comics' tidning More Fun Comics nr 56 i juni 1940 och fortsatte publiceras med stor popularitet i tidningen Action Comics under hela 1950-talet. Under 1954 och 1955 hade Bill även en egen serietidning, vilken bara kom ut i sju nummer. Serien fortsatte dock i Action Comics, och i nr 191 (april 1954) tillkom rollfiguren och Tarzan-kopian Janu the Jungle Boy.
Mot slutet av 1950-talet hade science fiction och skräck i mångt och mycket trängt undan de klassiska äventyrsgestalterna, och även Congo Bill tvingades anpassa sig till tidens ideal. I Action Comics nr 248 (januari 1959) bytte serien inriktning på ett något bisarrt vis. Bill fick här en magisk ring av en afrikansk stamhövding – en ring som om Bill gned den, likt Aladdins lampa, förflyttade Bills intellekt till en gorillas kropp. (Samtidigt förflyttades gorillans intellekt till Congo Bills kropp, vilket kunde ge upphov till lustiga situationer.) När Bill ville återvända till sin egen kropp gned han en likadan ring på gorillans hand. 
Congo Bill hade stött på samma guldfärgade gorilla i ett tidigare äventyr (Action Comics nr 228, 1957), men nu blev apan en fast del av serien, som till och med bytte namn till Congorilla. I Congorillas kropp upplevde Bill allehanda äventyr och bekämpade brott i ett par år innan serien slutligen lades ner 1961.

## Moderna versioner
Figurerna har återupplivats vid flera tillfällen: först i serien Justice League of America ("Lagens Väktare") i ett äventyr från 1977, därefter som medlemmar i gruppen Forgotten Heroes i tidningarna Action Comics och DC Comics Presents 1983–85. 1987 skrev Rick Veitch ett "Swamp Thing"-äventyr där Congo Bill slutligen lämnade civilisationen och bestämde sig för att stanna för alltid i Congorillas kropp.
Det beslutet revs upp då DC Comics beslutade sig för att ge serien en ny chans i moderna sammanhang. 1993 kom den fyra nummer långa miniserien Congorilla, skriven av Steve Englehart och tecknad av Neil Vokes, där Bills före detta skyddsling Janu förrådde honom och tog över Congorillas kropp. 
1999 kom en annorlunda miniserie vid namn Congo Bill på DC:s vuxenetikett Vertigo, skriven av Scott Cunningham och tecknad av Danijel Zezelj. Här åsidosattes äventyrsaspekten och istället bjöd man på en politiskt medveten och mycket USA-kritisk historia om västvärldens inblandning i Kongos och Zaires angelägenheter.
I båda nittiotalsversionerna såg det ut som om figurerna Congo Bill och Congorilla skulle ha lämnat jordelivet och gjort sitt som seriefigurer, men båda har senare gjort korta gästspel i andra serietidningar från DC.

## Filmversionen
En femtondelars filmföljetong för biografvisning med Congo Bill kom 1949 från Columbia Pictures.